# إيمي أوليفر
إيمي أوليفر (بالإنجليزية: Amy Oliver)‏ هي نبالة بريطانية، ولدت في 10 يوليو 1987 في روثرهام ‏ في المملكة المتحدة.

## وصلات خارجية
- إيمي أوليفر على موقع الاتحاد الدولي للرماية بالسهام (الإنجليزية)
- إيمي أوليفر على موقع اللجنة الأولمبية الدولية (الإنجليزية)
- إيمي أوليفر على موقع أوليمبيديا (الإنجليزية)
- إيمي أوليفر على موقع اللجنة الأولمبية البريطانية (الإنجليزية)
- إيمي أوليفر على موقع اتحاد ألعاب الكومنولث (مؤرشف) (الإنجليزية)